# Resolutie 91 Veiligheidsraad Verenigde Naties
Resolutie 91 van de Veiligheidsraad van de Verenigde Naties werd aangenomen op 30 maart 1951. Acht leden van de Veiligheidsraad stemden voor en geen stemden tegen. India, de Sovjet-Unie en Joegoslavië onthielden zich. Er werd besloten een nieuwe VN-vertegenwoordiger voor India en Pakistan aan te stellen die werk moest maken van de demilitarisatie van Kasjmir.

## Achtergrond
India, Pakistan en de Verenigde Naties kwamen tot een overeenkomst over het betwiste gebied Kasjmir. Er moest een vrije volksraadpleging komen en intussen een demilitarisatie.
Nadat India de voorstellen van VN-vertegenwoordiger Dixen tot demilitarisatie afwees, vroeg deze ontheven te worden van zijn taak. Hij werd vervangen door de Amerikaan Frank Porter Graham. Ook hij zou er niet in slagen een akkoord te bemiddelen over een volksraadpleging in Kasjmir.

## Inhoud
De Veiligheidsraad:
- Heeft het rapport van de VN-vertegenwoordiger voor India en Pakistan, Sir Owen Dixon, over diens missie gezien.
- Merkte dat India en Pakistan de voorwaarden van de VN-commissie aanvaardden en dat ze bevestigden de toekomst van Kasjmir via een volksraadpleging te willen laten uitmaken.
- Merkte een resolutie van de Kasjmir-conferentie op die aanraadde een grondwetgevende vergadering bijeen te roepen om de toekomst van Kasjmir te bepalen, wat door de betrokken landen gesteund werd en dat het gebied waarin die grondwetgevende vergadering gekozen zou worden slechts een deel van geheel Kasjmir is.
- Herinnert de betrokkenen aan de principes in de resoluties 47, 51 en 80 om de toekomst van Kasjmir te laten bepalen met een vrij referendum onder toezicht van de VN.
- Bevestigt dat het bijeenroepen van een grondwetgevende vergadering en de beslissingen daarvan over de toekomst van Kasjmir niet overeenstemmen met de voornoemde principes.
- Verklaart het tot zijn taak om de internationale vrede en veiligheid te bewaren en het belang van een snelle oplossing van de kwestie Kasjmir hiertoe.
- Vond in Owen Dixons rapport de volgende meningsverschillen tussen de partijen terug:

a. De procedure en omvang van demilitarisatie alvorens het referendum.
b. De graad van controle over de overheid in Kasjmir om een vrij en eerlijk referendum te garanderen.
1. Aanvaardt op eigen vraag het ontslag van Owen Dixon en dankt hem voor zijn kunde en toewijding.
2. Beslist een opvolger voor Owen Dixon aan te wijzen.
3. Draagt de (nieuwe) VN-vertegenwoordiger op de demilitarisatie in gang te zetten.
4. Roept de partijen op mee te werken met deze demilitarisatie.
5. Draagt de VN-vertegenwoordiger op binnen de drie maanden na aankomst te rapporteren over de demilitarisatie of de meningsverschillen die dat ophouden.
6. Roept de partijen op om in geval geen overeenstemming kan worden bereikt bemiddeling inzake alle meningsverschillen te aanvaarden. De bemiddelaar(s) worden dan aangeduid door de voorzitter van het Internationaal Gerechtshof.
7. Beslist dat de militaire waarnemers op het staakt-het-vuren in Kasjmir blijven toezien.
8. Vraagt India en Pakistan het staakt-het-vuren te blijven respecteren, een goede sfeer voor onderhandelingen te creëren en geen acties te ondernemen die een rechtvaardig en vredevol akkoord kunnen ondermijnen.
9. Vraagt secretaris-generaal Trygve Lie de VN-vertegenwoordiger te voorzien in alles wat hij nodig heeft voor zijn taak.

Lijst ·  90 ·  91 ·  92 ·  93 ·  94 ·  95 ·  96